# Portugal durant la Guerra Civil espanyola
El paper de Portugal durant la Guerra Civil espanyola és poc conegut malgrat haver-s'hi vist implicat també directament. La causa, segons el periòdic portuguès, Jornal Mapa, una manca d'interès per la "historiografia oficial" que n'hauria argumentat "falta de documentació". Tanmateix, la diplomàcia portuguesa va haver de jugar un rol sostingut entre els acords comercials amb el Regne Unit, el manteniment del comunisme a distància i l'intent d'una relació si més no pròxima amb el règim franquista.

## Antecedents
El 18 de juliol de 1936 va esclatar la Guerra Civil espanyola. La por causada per l'expansió comunista de l'URSS i l'ascens dels règims autoritaris d'Alemanya i d'Itàlia van dur Adolf Hitler i Benito Mussolini a donar suport material, logístic, econòmic i humà al bàndol nacional del general Franco. D'altra banda, la Segona República Espanyola va comptar amb el suport de les Brigades Internacionals, de Mèxic i de la Unió Soviètica. Altres governs europeus com França i el Regne Unit van decidir no intervenir en el conflicte i van crear el Comitè de No-Intervenció.
Per fer front a les idees d'esquerra comunista i ibèriques del Govern de la República, Portugal es va aliar amb al bàndol de Franco. La idea de Lisboa era tenir un veí amb una ideologia anticomunista. Durant el conflicte, Portugal va enviar una legió de soldats portuguesos coneguts com els viriatos (8.000/10.000 homes) que van lluitar en diferents punts de la geografia espanyola.

## Posicionament del govern portuguès

### Relacions lusocastellanes
L'1 d'abril de 1939, la Guerra Civil espanyola va arribar a la seva fi amb la victòria del general Franco. El març de 1939 va tenir lloc la signatura del Tractat d'Amistat i No-Agressió entre Lisboa i Madrid, conegut com a Pacte Ibèric, que comportava una zona de pau dins de la península Ibèrica, on tots dos Estats es respectarien mútuament. D'aquesta manera, Portugal procurava que Espanya s'allunyés de l'òrbita bel·licosa d'Alemanya i d'Itàlia.
L'11 de febrer de 1942, Salazar i Franco es van reunir a Sevilla per tractar la situació dels seus Estats respectius i de la guerra; en aquell moment, Franco va assegurar a Salazar que Espanya no hi entraria, una participació espanyola al costat d'Alemanya hauria signi cat el trasllat de l'escenari bèl·lic a la península Ibèrica. Aquestes accions diplomàtiques van allunyar la guerra de Portugal, per això era tan important que Portugal insistís a evitar que Espanya hi participés.

### Relacions lusoangleses
Al centre de Lisboa hi ha el parc Eduard VII, amb una sèrie de columnes. La seva simbologia té a veure amb l'aliança més antiga entre nacions que es manté encara en vigor: L'Aliança angloportuguesa del 1373. Sens dubte, aquest tractat va ser un dels pilars centrals de la política exterior portuguesa. Va ser tan important que els mateixos alemanys sabien que no podrien convèncer el Govern portuguès de trencar-lo.
Ja des del primer dia de la Guerra, Salazar va declarar que respectaria el tractat, cosa que va tranquil·litzar molt Anglaterra. Aquesta va utilitzar l'Aliança per demanar a Portugal algunes concessions, com la instal·lació de bases aeronavals a les Açores (1943) o bé aturar l'exportació del wolframi portuguès als alemanys (1944).

## Inicia de la Guerra
La Guerra Civil espanyola va ser el preludi del que vindria mesos més tard. Europa ja tenia sospites que la guerra esclataria en qualsevol moment. Durant l'estiu de 1939, el rei Leopold de Bèlgica va enviar els seus emissaris a Lisboa per convèncer Salazar d'encapçalar un moviment polític a escala europea per buscar la pau. Però la guerra no es va poder aturar. L'1 de setembre de 1939, les tropes alemanyes van travessar la frontera polonesa. El dia 3, França i Anglaterra van declarar la guerra a Alemanya. Començava així la Segona Guerra Mundial, que va durar sis anys. El mateix dia 1 de setembre, Salazar va declarar la neutralitat de l'estat portuguès, que es va mantenir fins al final de la guerra. Durant el conflicte, Oliveira Salazar ocuparà els càrrecs de cap de Govern i ministre de Finances, de la Guerra i dels Afers Exteriors. Es pot dir que el destí del país i el manteniment de la neutralitat portuguesa depenien molt de la seva política, tant interior com exterior.

### Espionatge
Durant el conflicte, Lisboa va esdevenir l'únic port neutral d'entrada i sortida de nombroses persones que fugien dels horrors de la guerra. En podem trobar un referent cinematogràfic a la pel·lícula 'Casablanca (1942), on a l'última escena, en un camp d'aviació, es pot veure en Rick (Humphrey Bogart) encarant-se al comissari Renault perquè el resistent antifeixista László i la seva promesa Ilsa puguin pujar a un avió amb destinació a Lisboa. Sens dubte, la capital portuguesa va agafar un protagonisme important: s'hi podien trobar tota mena de refugiats, des dels més adinerats als hotels més luxosos, fins als més pobres, i també espies anglesos i alemanys jugant al pòquer al famós casino d'Estoril. Precisament va ser allà on Ian Lancaster Fleming, que va ser col·laborador dels serveis secrets britànics, es va inspirar per escriure la seva primera novel·la de James Bond: Casino Royale.
No solament hi va haver espies, sinó que nombroses personalitats van passar per la capital portuguesa, com per exemple el rei Carles II de Romania o el multimilionari del petroli Calouste Gulbenkian. Un cas peculiar va ser el de l'actor Leslie Howard (conegut per interpretar a Ashley Wilkes a la pel·lícula Allò que el vent s'endugué). A inicis de l'estiu de 1943, Howard era a Lisboa amb el seu representant Alfred Chenhalls, en un viatge de propaganda organitzat pel Govern anglès. El semblant físic del representant amb el primer ministre britànic Winston Churchill va fer que uns espies alemanys el confonguessin i alertessin Berlín. L'1 de juny de 1943, a les 9.30, Leslie Howard i Alfred Chenhalls agafaven un avió a Lisboa amb destinació a Anglaterra. Quan l'avió travessava el golf de Biscaia, una patrulla de la Luftwaffe (força aèria alemanya) el va atacar i es va estavellar al mar. No es va trobar cap supervivent, ni cap resta de l'aparell.
A Lisboa hi havia milers i milers de persones vingudes de tot Europa. Omplien els hotels, llogaven habitacions particulars, ocupaven carrers, restaurants i botigues, es podia sentir tota una varietat de llengües. S'havia creat la figura del refugiat. Es reunien en un mateix lloc, per exemple la plaça Dom Pedro VI, i parlaven en veu baixa per por del control de la PVDE (policia secreta portuguesa). Molts eren jueus i buscaven la manera de viatjar cap als Estats Units o Palestina.

### Operació Willi
Eduard VIII, conegut com el duc de Windsor, era el successor directe al tron d'Anglaterra. Va conèixer Wallis Simpson, amb qui es volia casar, però la corona no acceptava aquesta unió. Finalment, Eduard VII va abdicar a favor del seu germà Jordi VI per poder-se casar amb la seva promesa. De fet, ja feia temps que la corona no estava gens contenta amb Eduard, no solament per la seva passió per les festes i les dones, sinó també pels seus comentaris racistes i les seves simpaties pels nazis. Abans de la guerra havia viatjat a Alemanya, on va saludar amb el braç en alt Adolf Hitler.
Després de la invasió alemanya a França, l'estiu de 1940, Eduard VII i la seva promesa van viatjar cap a Portugal, on es van instal·lar a casa del banquer del règim Ricardo Espiritu Santo, a Cascais (Lisboa). En aquell moment, els alemanys estaven planejant l'Operació Willi, ordenada directament pel mateix Hitler. El pla consistia a segrestar i convèncer l'antic rei que es posés al servei de la política i de la propaganda alemanya. Segons els informes de l'operació, el duc podria ocupar diverses funcions: des de fer d'intermediari per negociar una pau amb Anglaterra, fins a recuperar el tron i posar-se al servei dels alemanys. El 2 de juliol de 1940, els ducs de Windsor surten de Madrid en direcció a Lisboa. Aleshores, Alemanya envia a Lisboa un agent seu, Walter Schellenberg, per intentar convèncer el duc que torni cap a Espanya, i també per utilitzar la força contra els serveis secrets britànics per atemorir el duc i que així fugís cap a Madrid per sentir-se un «home lliure» i agraït als alemanys.
Però tot va canviar quan Churchill, primer ministre britànic, envià un telegrama al duc recordant-li el seu grau de militar, les conseqüències greus de desobeir ordres de Londres, i l'oferta de treballar per al govern a les Bahames. La idea principal era treure Eduard VII d'Europa. El 26 de juliol, Eduard va informar l'ambaixador espanyol a Lisboa, Nicolás Franco, que marxaria. Finalment, l'1 d'agost de 1940, els ducs de Windsor marxarien de Lisboa a bord de l'SS Excalibur. L'Operació Willi va acabar en fracàs per als alemanys.